# Alan Carter (profesor)
Alan Brian Carter (Lincolnshire, Inglaterra, 1952) es profesor de filosofía moral en la universidad de Glasgow.

## Biografía
Obtuvo su título de grado en la Universidad de Kent de Canterbury, un máster en la Universidad de Sussex y un doctorado en filosofía en St Cross College en la Universidad de Oxford.
Su primer puesto universitario fue como Lecturer in Political Theory en el University College Dublin. Luego encabezó el Departamento de Filosofía del Heythrop College, Universidad de Londres. Luego fue profesor de Filosofía y Estudios Ambientales en la University of Colorado at Boulder. También ha sido Visiting Professor en la University of British Columbia y en la Universidad de Bucarest. Actualmente es editor conjunto del Journal of Applied Philosophy.

## Pensamiento
Trabaja principalmente en filosofía política, filosofía moral y filosofía ambiental. Carter ha publicado en un amplio espectro de temas: dentro de la filosofía política ha escrito sobre las obligaciones políticas, la igualdad y los derechos de propiedad; dentro de la filosofía medioambiental ha escrito acerca del estatus moral de los animales y los ecosistemas; en cuanto a la ética aplicada ha escrito sobre problemas enfocados al futuro de la gente y el hambre en el mundo; dentro de la teoría política ha escrito sobre las teorías del estado y el subdesarrollo en el Tercer Mundo; y sobre el anarquismo y el marxismo, ha escrito acerca de sus respectivas teorías de la historia. Actualmente está desarrollando una teoría moral ambientalista.
Algunos de los trabajos de Carter en filosofía ambiental han sido discutidos críticamente por Robin Attfield, Robyn Eckersley, John Barry. y más profundamente por Simon Hailwood. Carter fue uno de los miembros fundadores del London-based Anarchist Research Group. Colin Ward lo ha descripto como junto a Murray Bookchin, comouno de los principales pensadores ecoanarquistas.
Fuera del ambiente académico, Carter preside el World Development Movement Scotland y es parte del consejo directivo de Friends of the Earth Scotland. Ha sido un exmiembro del consejo directivo de Friends of the Earth.

## Publicaciones
Las publicaciones de Carter incluyen más de 50 artículos en publicaciones académicas y es autor de 3 libros:
- A Radical Green Political Theory. Nueva York: Routledge. ISBN 9780415203098. (1999)
- The Philosophical Foundations of Property Rights. Hemel Hempstead: Harvester, Wheatsheaf. ISBN 9780745005188. (1988)
- Marx: a Radical Critique. Prentice Hall / Harvester Wheatsheaf. ISBN 9780745004884. (1987)

### Artículos selectos
- "The problem of political compliance in Rawls's theories of justice: Parts I and II," The Journal of Moral Philosophy 3, 1 (2006): 7–21 and 3, 2 (2006): 135–157
- "A defense of egalitarianism," Philosophical Studies 131, 2 (2006): 269–302
- "Saving nature and feeding people," Environmental Ethics 26, 4 (2004): 339–60
- "Value-pluralist egalitarianism," Journal of Philosophy 99, 11 (2002): 577–99
- "Can we harm future people?" Environmental Values 10, 4 (2001): 429–454
- "Humean nature," Environmental Values 9, 1 (2000): 3–37
- "Analytical anarchism: some conceptual foundations," Political Theory 28, 2 (2000): 230–53
- "In defense of radical disobedience," The Journal of Applied Philosophy 15, 1 (1998): 29–47
- "Towards a green political theory" in Andrew Dobson and Paul Lucardie (edd.), The Politics of Nature: Explorations in Green Political Theory (London: Routledge, 1993), pp. 39–62